# ایل-او-نوکس

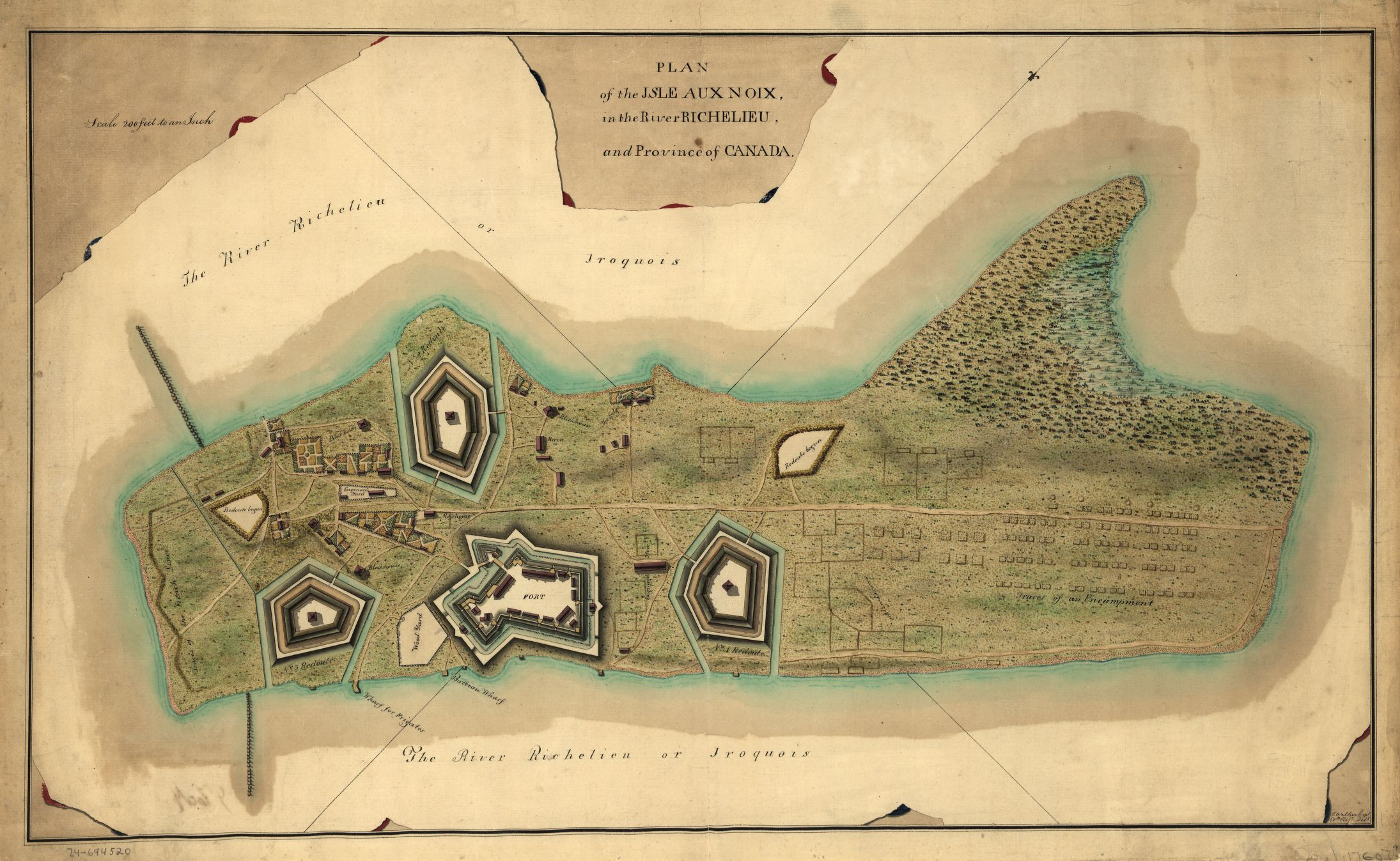
نقشه‌ای از سال ۱۷۶۰ که استحکامات جزیره نوکس را نشان می‌دهد.

جزیره ایل-او-نوکس (تلفظ در فرانسوی: [il o nwa]) در رودخانه ریشلیو در کبک و نزدیک به دریاچه چمپلین واقع شده است. این جزیره محل سایت تاریخی ملی قلعه لنوکس کانادا می‌باشد. از نظر سیاسی، این جزیره بخشی از سن-پل-دو-لیل-او-نوآ است.